# 高知県道22号龍河洞公園線
高知県道22号龍河洞公園線（こうちけんどう22ごう りゅうがどうこうえんせん）は、高知県香南市から香美市に至る県道（主要地方道）である。

## 概要
香南市野市町東野から香美市土佐山田町神母ノ木に至る。
沿線には龍河洞があり、多くの観光客で賑わっている。また、1997年（平成9年）には旧土佐山田町に高知工科大学が設置され、大学周辺は多くの学生で賑わう。香美市土佐山田町逆川の県道22号三差路から神母ノ木方面は、1.5 - 2車線と一部に狭路が残っている。

### 路線データ
- 起点：香南市野市町東野（国道55号交点）
- 終点：香美市土佐山田町神母ノ木（国道195号交点）

## 歴史
- 1993年（平成5年）5月11日 - 建設省から、県道龍河洞公園線が龍河洞公園線として主要地方道に指定される[1]。

## 路線状況

### 道路施設

#### トンネル
- 龍河洞トンネル：延長447 m、1998年（平成10年）竣工、香美市

## 地理

### 通過する自治体
- 香南市
- 香美市

### 交差する道路
| 交差する道路                    | 市町村名 | 交差する場所       | 交差する場所 |
| ------------------------------- | -------- | ------------------ | ------------ |
| 国道55号 国道493号 重複         | 香南市   | 野市町東野         | 起点         |
| 高知県道231号山川野市線         | 香南市   | 野市町東野         |              |
| 高知県道364号南国野市線         | 香南市   | 野市町西野         |              |
| 高知県道385号香北野市線         | 香南市   | 野市町大谷         |              |
| 高知県道22号龍河洞公園線 / 支線 | 香美市   | 土佐山田町逆川     |              |
| 高知県道372号宮ノ口深渕線       | 香美市   | 土佐山田町佐古藪   |              |
| 国道195号                       | 香美市   | 土佐山田町神母ノ木 | 終点         |
| 支線                            |          |                    |              |
| 高知県道22号龍河洞公園線 / 現道 | 香美市   | 土佐山田町逆川     |              |
| 高知県道385号香北野市線         | 香美市   | 土佐山田町逆川     | 龍河洞       |

### 沿線
- 高知県立のいち動物公園
- 四国八十八ヶ所第二十八番札所大日寺
- 龍河洞
- 高知工科大学